# Schijnspiegelkevers
De schijnspiegelkevers (Sphaeritidae) zijn een familie van kevers (Coleoptera) in de onderorde Polyphaga.